# Fort Atkinson
För staden i Wisconsin, se: Fort Atkinson, Wisconsin.
Fort Atkinson var 1819-1827 ett militärt etablissemang beläget vid Missourifloden omkring 15 km norr om den nuvarande staden Omaha, Nebraska.  Idag utgör fortet ett historiskt minnesmärke.

## Bakgrund
Krigsministern John C. Calhoun beordrade att två militära anläggningar skulle byggas för att förhindra att den stora prärien skulle infiltreras av brittiska handelsmän som olovligen överträdde gränsen från Brittiska Nordamerika. En av anläggningarna skulle ligga någonstans vid de övre delarna av Mississippifloden, det andra uppströms Missourifloden. Den förra anläggningen blev Fort Snelling, den senare Fort Atkinson.

## Tillkomst
Fortet anlades på hösten 1819 av överste Henry Atkinson och hans soldater. Den var då den amerikanska arméns västligaste garnison. Den gick först under namnet Camp Missouri och sedan Cantonment Missouri. På våren 1820 översvämmades fortet och flyttades cirka 2 km och återuppbyggdes ovanför niporna på samma plats som Lewis och Clark förhandlade med prärieindianerna 1804. I samband därmed byttes dess namn till Cantonment Council Bluffs. Det fick officiellt namnet Fort Atkinson 1821. 

## Verksamhet

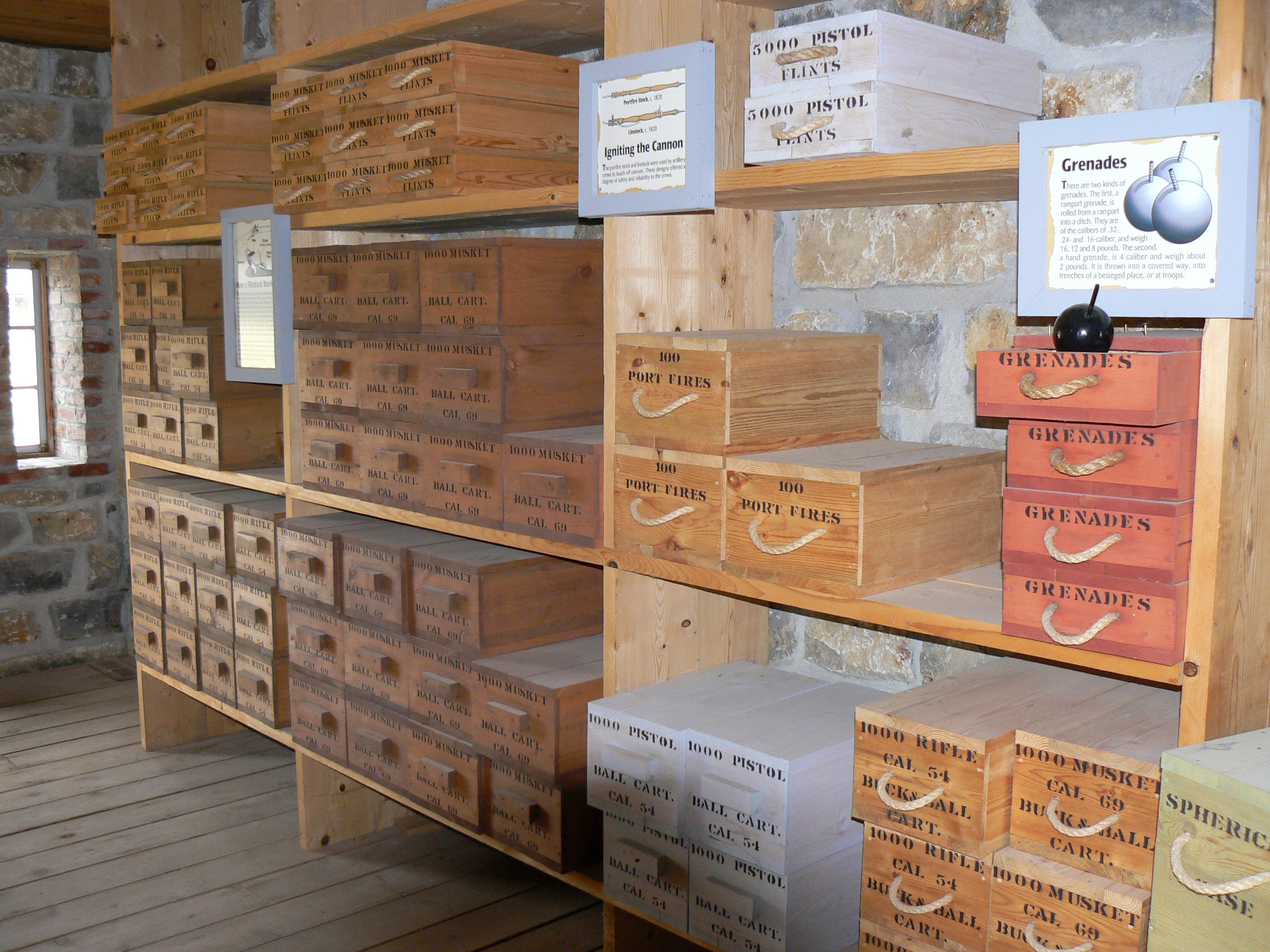
Ammunitionsförrådet vid Fort Atkinson (rekonstruktion).

Fort Atkinson var den största och mest framskjutna av den amerikanska arméns anläggningar. Garnisonen uppgick till 1 200 soldater vilket var närmare en fjärdedel av den dåvarande amerikanska armén. Ungefär lika många civila bodde utanför fortet.

## Nedläggning
Militäranläggningen lades ned 1827 därför att den låg för långt från utgångspunkten för Santa Fe Trail för att kunna skydda handelskaravanerna. Platsen var dessutom sjuklig. Garnisonen förflyttades till Jefferson Barracks vid Saint Louis och fortets operativa roll övertogs av Fort Leavenworth.

## Historiskt minnesmärke
Fortet har rekonstruerats och återuppbyggs som det såg ut under sin storhetstid. Det är sedan 1966 uppfört i National Register of Historic Places och utgör ett National Historic Landmark. Det rekonstruerade fortet ligger i Fort Atkinson State Historical Park. Sommartid förekommer en rad tilldragelser inom ramen för historiskt återskapande.